# 에밀 졸라의 생애
《에밀 졸라의 생애》(The Life of Émile Zola)는 윌리엄 디터를 감독의 1937년작 미국 영화이다. 드레퓌스 사건과 에밀 졸라의 "나는 고발한다" 고발을 다룬다. 아카데미 작품상을 수상하였으며 큰 흥행기록을 세우기도 하였다.

## 줄거리
19세기 중반부터 후반을 배경으로 한 이 영화는 에밀 졸라가 탈인상주의 화가 폴 세잔과 초기 우정을 나누고 다작을 통해 명성을 얻는 과정을 그린다. 또한 영화는 드레퓌스 사건 후반에 그가 참여한 내용도 다룬다.
1862년 파리에서 가난한 작가 졸라는 세잔과 함께 바람이 잘 드는 파리 다락방에서 지낸다. 그의 약혼녀 알렉산드린은 그에게 서점에서 사무원으로 일자리를 구해 주지만, 도발적인 소설 『클로드의 고백』으로 고용주와 경찰 요원의 분노를 사서 곧 해고된다. 그는 이어서 혼잡한 강변 빈민가, 불법 채굴 조건, 군대와 정부의 부패 등 프랑스 사회의 많은 불의를 목격한다. 마침내 경찰의 급습을 피해 숨어 있던 거리의 매춘부와의 우연한 만남은 파리 생활의 적나라한 이면을 폭로한 그의 첫 베스트셀러인 나나에 영감을 준다.
수석 검열관의 애원에도 불구하고 졸라는 1870년 프로이센-프랑스 전쟁의 비참한 패배를 초래한 프랑스 지휘관들의 실수와 분열을 맹렬히 비난하는 『붕괴』와 같은 다른 성공적인 책들을 쓴다. 그는 부자가 되고 유명해지며 알렉산드린과 결혼하여 자신의 저택에서 안락한 삶을 누린다. 어느 날, 여전히 가난하고 무명인 그의 오랜 친구 세잔이 도시를 떠나기 전에 그를 방문한다. 세잔은 졸라가 성공 때문에 안주했다고 비난하며 그들의 우정을 끝낸다.
독일 대사관으로 가는 가로챈 편지는 프랑스 참모부 안에 스파이가 있다는 것을 확인시켜 준다. 군 지휘관들은 거의 생각 없이 유대인인 알프레드 드레퓌스 대위가 반역자라고 결정한다. 그는 군법회의에 회부되어 공개적으로 모욕당하고 프랑스령 기아나의 악마섬에 투옥된다.
나중에 새로운 정보국장 피카르 대령은 헝가리계 보병 장교인 왈생 에스테라지 소령이 실제 스파이임을 암시하는 증거를 발견한다. 그러나 피카르는 상관으로부터 공식적인 당혹감을 피하기 위해 침묵하라는 명령을 받고, 곧바로 외딴 곳으로 전근된다.
드레퓌스가 강등된 지 4년이 흘렀다. 그의 충실한 아내 루시는 졸라에게 남편의 대의를 맡아달라고 간청한다. 졸라는 안락한 삶을 포기하기를 꺼려하지만, 루시는 그의 호기심을 자극할 새로운 증거를 내놓는다. 그는 『로로르』 신문에 "나는 고발한다"라는 이름으로 공개 서한을 발표하여 군 고위층이 엄청난 불의를 은폐했다고 비난하고, 이는 파리 전역에 큰 파장을 일으킨다. 군 선동가들이 선동한 성난 군중들이 도시 거리에서 폭동을 일으키자 졸라는 겨우 그들을 피해 달아난다.
예상대로 졸라는 명예훼손 혐의로 기소된다. 그의 변호사 메트르 라보리는 드레퓌스 사건에 대한 증거와 피카르를 제외한 모든 군사 증인들이 저지른 위증과 편향된 증언을 제출하는 것을 거부하는 재판장에 맞서 최선을 다한다. 졸라는 유죄 판결을 받고 1년형과 3,000 프랑스 프랑 벌금형을 선고받는다. 그는 드레퓌스를 위한 운동을 계속하기 위해 런던으로 도피하라는 친구들의 조언을 마지못해 받아들인다.
정의에 대한 요구가 전 세계적인 수준에 도달하자, 새로운 프랑스 행정부는 마침내 드레퓌스가 무죄임을 선언하고 은폐에 책임이 있는 사람들은 해고되거나 자살한다. 왈생 에스테라지는 불명예스럽게 나라를 떠난다. 파리로 돌아온 후 졸라는 드레퓌스가 무죄를 선고받고 레지옹 도뇌르 훈장을 수여받는 공개 행사가 열리기 전날 밤, 고장 난 난로로 인한 우발적인 일산화 탄소 중독으로 사망한다. 그의 시신은 파리의 팡테옹에 안장되었고 그는 영웅이자 전사로서의 마지막 작별 인사를 받는다.

## 출연
- 폴 무니 (Paul Muni) - 에밀 졸라
- 게일 손더가드 (Gale Sondergaard) - 루시 드레퓌스

## 참고 문헌
- 동아일보 00/09/28 안경환교수의 법과 영화사이- 에밀 졸라의 생애 보관됨 2005-03-26 - 웨이백 머신